# هواردز ريج (ميزوري)
هاواردز ريج (بالإنجليزية: Howards Ridge)‏ هي إحدى المجتمعات الفردية  (غير مصنفة) في ولاية ميزوري في الولايات المتحدة الأمريكية.